# Olalla Moreno
Olalla Moreno (Barcelona, 30 de mayo de 1973) es una actriz española. 
Se hizo famosa en Cataluña tras actuar en la serie Nissaga de poder (TVC) en el papel de Laia Monsolís (1996-1997) y en la serie Porca Misèria (TVC). También actuó en la serie de Antena 3 Lalola (2008) o el Ministerio del Tiempo (2015-2020) en La1.
Además de estas series, en la televisión catalana también participó en las series Kubala, Moreno i Manchón (2012-2014) o Porca Miseria (2004-2007).
Desde el 2017 participa en la serie Com si fos ahir haciendo el papel de Cati.
En cine destacó por sus papeles en El dominio de los sentidos e Insomnio, además de películas como A los que aman, dirigida por Isabel Coixet. 
En 1996 destacó en el teatro con el papel de Anna Frank en la obra El diario de Ana Frank.